# Dacrycarpus
Dacrycarpus es un género de coníferas dentro de  Podocarpaceae.

## Descripción
Som árboles y arbustos fanerófitos dioicos y perennifolios cuya altura alcanza los 55-60 m.

## Distribución y hábitat
Aparecen en Nueva Zelanda, Fiyi, Nueva Guinea (donde encontramos su mayor diversidad), Indonesia, Malasia, Filipinas, el norte de Birmania y el sur de China. 

## Especies
- Dacrycarpus cinctus (Pilg.) de Laub.
- Dacrycarpus compactus (Wasscher) de Laub.
- Dacrycarpus cumingii (Parl.) de Laub.
- Dacrycarpus dacrydioides (A.Rich.) de Laub.
- Dacrycarpus expansus de Laub.
- Dacrycarpus imbricatus (Blume) de Laub. - chomoro de Java[2]
- Dacrycarpus kinabaluensis (Wasscher) de Laub.
- Dacrycarpus steupii (Wasscher) de Laub.
- Dacrycarpus vieillardii (Parl.) de Laub.[3]